# Astrapia
Chi Astrapia (Vieillot, 1816) bao gồm năm loài thuộc họ chim thiên đường.
Đây là chi đặc hữu của đảo New Guinea, con đực có chiếc đuôi dài rất đáng chú ý và bộ lông óng ánh ngũ sắc.

## Các loài thuộc chi
- Astrapia nigra: Astrapia núi Arfak
- Astrapia splendidissima: Astrapia tráng lệ
- Astrapia mayeri: Astrapia đuôi mảnh
- Astrapia stephaniae: Astrapia Stephanie
- Astrapia rothschildi: Astrapia bán đảo Huon